# 63.º Regimiento Aéreo
El 63.º Regimiento Aéreo (63. Flieger-Regiment) fue una unidad de la Luftwaffe de la Alemania nazi.

## Historia
Fue formado el 16 de agosto de 1942, a partir del 61º Regimiento de Instrucción Aérea. Disuelto el 2 de septiembre de 1944.
En enero de 1943:
- Plana Mayor/63.er Regimiento Aéreo en Berre
- I Batallón/63.er Regimiento Aéreo en Cuers
- II Batallón/63.er Regimiento Aéreo en Istres
- III Batallón/63.er Regimiento Aéreo en Toul

En diciembre de 1943:
- Plana Mayor/63.er Regimiento Aéreo en Montelimar
- I Batallón/63.er Regimiento Aéreo en Cuers
- II Batallón/63.er Regimiento Aéreo en Berre (7.º en Marseille-Marignane, 10.º en Saint-Martin-de-Crau)
- III Batallón/63.er Regimiento Aéreo en Blois (bajo Plana Mayor/91º Regimiento Aéreo)

En julio de 1944:
- Plana Mayor/63.er Regimiento Aéreo en Nimes
- I Batallón/63.er Regimiento Aéreo en Remoulins
- II Batallón/63.er Regimiento Aéreo en Istres
- III Batallón/63.er Regimiento Aéreo en Nimes

## Orden de batalla
- 1942–1944: Plana Mayor, I. - III.